# Cephalozia heterostipa
Cephalozia heterostipa là một loài rêu trong họ Cephaloziaceae. Loài này được Carrington & Spruce mô tả khoa học đầu tiên năm 1882.